# Guvernul Valeriu Muravschi
Guvernul Valeriu Muravschi a fost un cabinet de miniștri care a guvernat Republica Moldova în perioada 28 mai 1991 – 1 iulie 1992.

## Componența cabinetului
| Minister                                                         | Nume               | Portret | În funcție din | Până la          |  |
| ---------------------------------------------------------------- | ------------------ | --- | -------------- | ---------------- |  |
| Prim-ministru                                                    | Valeriu Muravschi  | Valeriu Muravschi (cropped)                                                                                             | 28 mai 1991    | 1 iulie 1992     |  |
| Viceprim-miniștri                                                |                    | |                |                  |  |
| Prim-viceprim-ministru                                           | Constantin Oboroc  | | 28 mai 1991    | 1 iulie 1992     |  |
| Prim-viceprim-ministru                                           | Ion Ciubuc         | | 28 mai 1991    | 1 iulie 1992     |  |
| Prim-viceprim-ministru, Ministru al Agriculturii și Alimentației | Andrei Sangheli    | | 28 mai 1991    | 1 iulie 1992     |  |
| Viceprim-ministru, Ministru al Economiei și Finanțelor           | Constantin Tampiza | | 28 mai 1991    | 1 iulie 1992     |  |
| Viceprim-ministru                                                | Valeriu Cebotari   | | 28 mai 1991    | 1 iulie 1992     |  |
| Viceprim-ministru                                                | Gheorghe Efros     | | 28 mai 1991    | 1 iulie 1992     |  |
| Miniștri                                                         |                    | |                |                  |  |
| Ministru de Stat                                                 | Filip Zubatîi      | | 28 mai 1991    | 1 iulie 1992     |  |
| Ministru al Afacerilor Externe                                   | Nicolae Țîu        | | 28 mai 1991    | 1 iulie 1992     |  |
| Ministru al Afacerilor Interne                                   | Ion Costaș         | Generalul Ion Costaș susținând un discurs pentru comemorarea eroilor căzuți în confruntările de pe Nistru (25100446319) | 28 mai 1991    | 5 februarie 1992 |  |
| Ministru al Afacerilor Interne                                   | Constantin Antoci  | | 5 februarie    | 1 iulie 1992     |  |
| Ministru al Apărării                                             | Ion Costaș         | Generalul Ion Costaș susținând un discurs pentru comemorarea eroilor căzuți în confruntările de pe Nistru (25100446319) | 5 februarie    | 1 iulie 1992     |  |
| Ministru al Comerțului și Resurselor Materiale                   | Tudor Slănină      | | 28 mai 1991    | 1 iulie 1992     |  |
| Ministru al Construcțiilor                                       | Vasile Cuhal       | | 28 mai 1991    | 1 iulie 1992     |  |
| Ministru al Culturii și Cultelor                                 | Ion Ungureanu      | Flickr - Ion Chibzii - The Moldavian actor Ion Ungureanu in a film "Red storm". Moldova-film 1971                       | 28 mai 1991    | 1 iulie 1992     |  |
| Ministru al Industriei și Energeticii                            | Alexandru Barbu    | | 28 mai 1991    | 1 iulie 1992     |  |
| Ministru al Informaticii, Informației și Telecomunicațiilor      | Timofei Andros     | | 28 mai 1991    | 1 iulie 1992     |  |
| Ministru al Justiției                                            | Alexei Barbăneagră | | 28 mai 1991    | 1 iulie 1992     |  |
| Ministru al Muncii și Protecției Sociale                         | Eugenia Mihailov   | | 28 mai 1991    | 1 iulie 1992     |  |
| Ministru al Relațiilor Economice Externe                         | Andrei Cheptine    | | 28 mai 1991    | 1 iulie 1992     |  |
| Ministru al Sănătății                                            | Gheorghe Ghidirim  | | 28 mai 1991    | 1 iulie 1992     |  |
| Ministru al Științei și Învățămîntului                           | Nicolae Mătcaș     | | 28 mai 1991    | 1 iulie 1992     |  |
| Ministru al Tineretului, Sportului și Turismului                 | Petru Sandulachi   | | 28 mai 1991    | 1 iulie 1992     |  |
| Ministru al Transporturilor                                      | Valerii Kozlov     | | 28 mai 1991    | 1 iulie 1992     |  |